# Stephan Lichtsteiner
Stephan Lichtsteiner, né le 16 janvier 1984 à Adligenswil en Suisse, est un footballeur international suisse évoluant au poste d'arrière droit. 
Lichtsteiner connaît ses débuts professionnels avec le Grasshopper Zurich, avant de jouer en Ligue 1 avec Lille et d'arriver finalement au plus haut niveau avec la Lazio et la Juventus. Il devient rapidement un des meilleurs latéraux de Serie A.
Après un passage à Arsenal et une dernière saison au FC Augsbourg, Lichtsteiner annonce sa retraite sportive en 2020.

## Biographie

### En club

#### Débuts professionnels en Suisse (2001-2005)
Stephan Lichtsteiner commence sa carrière dans le petit club de FC Adligenswil, avant de rejoindre, à 12 ans, les juniors C du FC Lucerne. Lors de l'été 2000 (à 16 ans), il quitte son club pour évoluer aux Grasshopper Club Zurich où, sous l'égide de Marcel Koller, il arrive à un très bon niveau de jeu qui lui vaut des convoitises. En 2004, il obtient son diplôme d'employé de banque.

#### Transfert vers la France (2005-2008)
Il est transféré au Lille OSC, en France en 2005.
Avec le LOSC il découvre la phase de poules de la Ligue des champions dès ses débuts dans le Nord. À l'issue d'une première saison réussie (troisième de Ligue 1), il retrouve la plus prestigieuse des compétitions européennes en 2006-2007. Après un parcours brillant en phase de groupes (notamment une victoire à San Siro, 0-2), les "dogues" atteignent pour la première fois les 1/8 de finale contre Manchester United.
La troisième et dernière saison à Lille sera la plus aboutie sur le plan personnel avec notamment cinq buts inscrits toutes compétitions confondues (quatre en championnat, un en coupe).

#### Avec la Lazio (2008-2011)
À la fin de la saison 2007-2008, il est courtisé par de grands clubs européens dont notamment le Real Madrid, mais il s'engage finalement à la Lazio le 22 juillet 2008. Au sein de la Lazio, notamment grâce à son but dans le derby romain contre l'AS Rome, il rentre très vite dans le cœur des tifosi de la Curva Nord qui le surnomment « Forrest Gump » pour ses qualités physiques et ses courses infatigables sur le flanc droit.
Avec la Lazio, il joue son premier match lors de la première journée de championnat à Cagliari (victoire 1-4) et s'impose très vite comme un titulaire inamovible dans la formation conduite par l'entraîneur Delio Rossi qui l'emploie soit comme latéral droit, soit comme milieu droit. Ses qualités techniques et physiques, sa rigueur défensive, ses dribbles et percées sur le flanc droit et ses centres ont très vite fait de lui l'un des chouchous des tifosi du club qui le surnomment « Forrest Gump ». Le 13 mai 2009, en finale de la Coupe d'Italie, le score est de 1-1 à la fin du temps réglementaire et de la prolongation. Durant la séance de tirs au but, il réussit son tir et permet à son équipe de remporter ce trophée.

#### Avec la Juventus (2011-2018)
Stephan Lichtsteiner rejoint le 1er juillet 2011 la Juventus, après plusieurs semaines de rumeurs. Il accompagne ainsi son compatriote Reto Ziegler dans la défense turinoise.

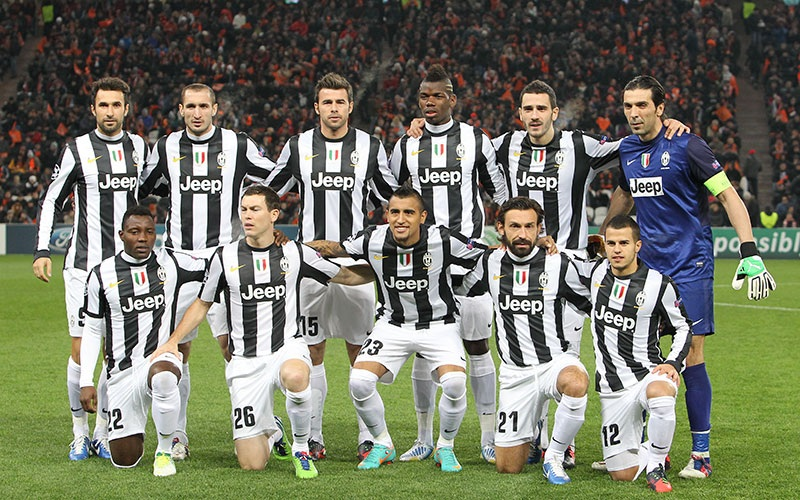
Stephan Lichtsteiner avec ses coéquipiers de la Juventus avant un match de Ligue des champions.

Lors de son premier match sous le maillot de la Vieille Dame, il ouvre le score face à Parme. Il marque par la même occasion le premier but en match officiel dans la nouvelle enceinte des Turinois. Il gagne le Championnat d'Italie pour sa première saison avec la Juventus le 7 mai 2012 à la suite de la défaite du Milan AC lors du derby milanais (Défaite 4-2 face aux nerrazzuri).
Le 13 janvier 2015, il renouvelle son contrat avec la Juventus et est désormais lié au club jusqu'en 2017.

#### Avec Arsenal FC et FC Augsbourg (2018-2020)
Stephan Lichtsteiner rejoint le 5 juin 2018 le club anglais Arsenal FC, et prend le numéro 12. Il est la première recrue d'Unai Emery qui a succédé à Arsène Wenger. En juin 2019, il annonce son départ du club.
Le 20 août 2019, Lichtsteiner trouve un nouveau challenge en signant avec le FC Augsbourg pour un contrat d'une saison, soit jusqu'en juin 2020.
Au terme d’une dernière saison au FC Augsbourg où il découvre la Bundesliga, il met un terme à sa carrière.

### En équipe nationale (2005-2020)

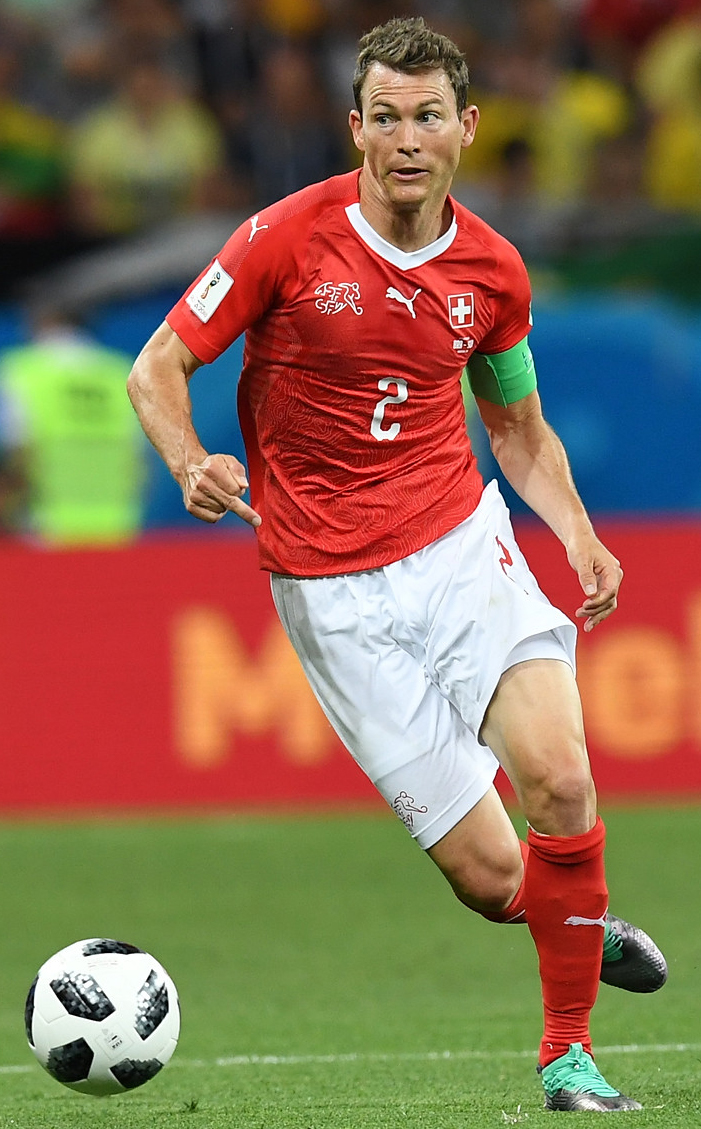
Stephan Lichtsteiner lors de la Coupe du monde 2018.

Il joue tout d'abord avec l'équipe Suisse des moins de 21 ans jusqu'en 2006. Il fait 15 apparitions avec les « rougets » de Bernard Challandes et de Pierre-André Schürmann.
Convoqué pour la première fois en automne 2005 par Köbi Kuhn, il joue son premier match avec la première équipe de Suisse le 15 novembre 2006 face au Brésil à Bâle (score final : 1-2 pour le Brésil). Concurrencé par Alain Nef et Philipp Degen, il est très souvent titulaire pour sa vitesse et son talent offensif avec l'équipe de Suisse de Ottmar Hitzfeld. 
Il fait sa première apparition dans un grand tournoi lors de l'Euro 2008 qui se déroule en Suisse et en Autriche. Sur les trois matches joués par la Suisse, il a été les trois fois titulaire lors des défaites face à la Tchéquie (0-1), la Turquie (1-2, but suisse de Hakan Yakın) et lors de la victoire sur le Portugal (2-0, doublé de Hakan Yakın).
Il participe par la suite à la Coupe du monde 2010 en Afrique du Sud. En équipe nationale, il forme sur le flanc droit un superbe duo avec Valon Behrami, à qui il a succédé à la Lazio.
Lichtsteiner inscrit d'une frappe limpide son premier but avec la Nati en octobre 2011 face au Monténégro. 
Le 21 mars 2016, Stephan Lichtsteiner est élu capitaine de la Nati à la suite de la non-sélection de Gökhan Inler pour des matchs amicaux contre la Bosnie et l'Irlande. Il garde ce poste pour l'Euro 2016 car le sélectionneur Vladimir Petković a décidé de ne pas sélectionner Gökhan Inler. 
Il participe à la Coupe du monde 2018 organisée en Russie perdu contre la Suède en huitième de finale (1-0).
Au total, Lichtsteiner a joué à 108 reprises avec la Suisse (8 buts), étant, au moment de sa retraite en 2020, le troisième joueur suisse le plus capé derrière Heinz Hermann et Alain Geiger.

### Après-carrière
En mars 2021, Lichtsteiner commence un stage pour apprendre le métier d'horloger à Zurich. En mars de la même année, il rejoint le conseil d'administration du HC Lugano.
Lors de la saison 2024-25, il commence une carrière d'entraîneur avec le FC Wettwil-Bonstetten, en 1re ligue Classic (4e division).

## Statistiques

### Statistiques détaillées
| Saison                | Club                  | Championnat           | Championnat | Championnat | Championnat | Coupe(s) nationale(s) | Coupe(s) nationale(s) | Coupe(s) nationale(s) | Supercoupe | Supercoupe | Supercoupe | Compétition(s) continentale(s) | Compétition(s) continentale(s) | Compétition(s) continentale(s) | Compétition(s) continentale(s) | Total | Total | Total |
| Saison                | Club                  | Division              | M.          | B.          | P.d.        | M.                    | B.                    | P.d.                  | M.         | B.         | P.d.       | Comp.                          | M.                             | B.                             | P.d.                           | M.    | B.    | P.d.  |
| 2001-2002             | Grasshopper Zurich    | LNA                   | 1           | 0           | 0           | -                     | -                     | -                     | -          | -          | -          | -                              | -                              | -                              | -                              | 1     | 0     | 0     |
| 2002-2003             | Grasshopper Zurich    | LNA                   | 25          | 0           | 1           | -                     | -                     | -                     | -          | -          | -          | C3                             | 2                              | 0                              | 0                              | 27    | 0     | 1     |
| 2003-2004             | Grasshopper Zurich    | Super League          | 26          | 2           | 2           | 4                     | 0                     | 0                     | -          | -          | -          | C1+C3                          | 2+2                            | 0                              | 0                              | 34    | 2     | 2     |
| 2004-2005             | Grasshopper Zurich    | Super League          | 27          | 2           | 1           | 1                     | 0                     | 0                     | -          | -          | -          | -                              | -                              | -                              | -                              | 28    | 2     | 1     |
| Sous-total            | Sous-total            | Sous-total            | 79          | 4           | 4           | 5                     | 0                     | 0                     | -          | -          | -          | -                              | 6                              | 0                              | 0                              | 90    | 4     | 4     |
| 2005-2006             | Lille OSC             | Ligue 1               | 31          | 1           | 2           | 4                     | 0                     | 0                     | -          | -          | -          | C1+C3                          | 4+4                            | 0                              | 0                              | 43    | 1     | 2     |
| 2006-2007             | Lille OSC             | Ligue 1               | 24          | 0           | 1           | 5                     | 0                     | 0                     | -          | -          | -          | C1                             | 3                              | 0                              | 0                              | 32    | 0     | 1     |
| 2007-2008             | Lille OSC             | Ligue 1               | 34          | 4           | 3           | 4                     | 1                     | 0                     | -          | -          | -          | -                              | -                              | -                              | -                              | 38    | 5     | 3     |
| Sous-total            | Sous-total            | Sous-total            | 89          | 5           | 6           | 13                    | 1                     | 0                     | -          | -          | -          | -                              | 11                             | 0                              | 0                              | 113   | 6     | 6     |
| 2008-2009             | Lazio Rome            | Serie A               | 33          | 1           | 4           | 6                     | 0                     | 0                     | -          | -          | -          | -                              | -                              | -                              | -                              | 39    | 1     | 4     |
| 2009-2010             | Lazio Rome            | Serie A               | 33          | 2           | 0           | 2                     | 0                     | 0                     | 1          | 0          | 0          | C3                             | 7                              | 0                              | 0                              | 43    | 2     | 0     |
| 2010-2011             | Lazio Rome            | Serie A               | 34          | 0           | 2           | 1                     | 0                     | 0                     | -          | -          | -          | -                              | -                              | -                              | -                              | 35    | 0     | 2     |
| Sous-total            | Sous-total            | Sous-total            | 100         | 3           | 6           | 9                     | 0                     | 0                     | 1          | 0          | 0          | -                              | 7                              | 0                              | 0                              | 117   | 3     | 6     |
| 2011-2012             | Juventus              | Serie A               | 35          | 2           | 2           | 3                     | 0                     | 1                     | -          | -          | -          | -                              | -                              | -                              | -                              | 38    | 2     | 3     |
| 2012-2013             | Juventus              | Serie A               | 28          | 4           | 2           | 1                     | 0                     | 0                     | 1          | 0          | 0          | C1                             | 6                              | 0                              | 1                              | 36    | 4     | 3     |
| 2013-2014             | Juventus              | Serie A               | 27          | 2           | 8           | 1                     | 0                     | 0                     | 1          | 1          | 1          | C1+C3                          | 3+4                            | 0                              | 0                              | 36    | 3     | 9     |
| 2014-2015             | Juventus              | Serie A               | 32          | 3           | 5           | 3                     | 0                     | 1                     | 1          | 0          | 0          | C1                             | 13                             | 0                              | 0                              | 49    | 3     | 6     |
| 2015-2016             | Juventus              | Serie A               | 26          | 0           | 1           | 4                     | 1                     | 0                     | 1          | 0          | 0          | C1                             | 6                              | 1                              | 1                              | 37    | 2     | 2     |
| 2016-2017             | Juventus              | Serie A               | 26          | 1           | 2           | 3                     | 0                     | 0                     | -          | -          | -          | C1                             | 1                              | 0                              | 0                              | 30    | 1     | 2     |
| 2017-2018             | Juventus              | Serie A               | 27          | 0           | 2           | 3                     | 0                     | 0                     | -          | -          | -          | C1                             | 2                              | 0                              | 1                              | 32    | 0     | 3     |
| Sous-total            | Sous-total            | Sous-total            | 201         | 12          | 22          | 18                    | 1                     | 2                     | 4          | 1          | 1          | -                              | 35                             | 1                              | 3                              | 258   | 15    | 28    |
| 2018-2019             | Arsenal FC            | Premier League        | 14          | 0           | 0           | 3                     | 1                     | 0                     | -          | -          | -          | C3                             | 6                              | 0                              | 1                              | 23    | 1     | 1     |
| Sous-total            | Sous-total            | Sous-total            | 14          | 0           | 0           | 3                     | 1                     | 0                     | -          | -          | -          | -                              | 6                              | 0                              | 1                              | 23    | 1     | 1     |
| 2019-2020             | FC Augsbourg          | Bundesliga            | 20          | 0           | 1           | -                     | -                     | -                     | -          | -          | -          | -                              | -                              | -                              | -                              | 20    | 0     | 1     |
| Sous-total            | Sous-total            | Sous-total            | 20          | 0           | 1           | 0                     | 0                     | 0                     | -          | -          | -          | -                              | 0                              | 0                              | 0                              | 20    | 0     | 1     |
| Total sur la carrière | Total sur la carrière | Total sur la carrière | 503         | 22          | 39          | 48                    | 3                     | 2                     | 5          | 1          | 1          | -                              | 65                             | 1                              | 4                              | 621   | 27    | 46    |

### Buts internationaux
| #  | Date             | Lieu               | Adversaire | Score | Résultat | Compétition                             |
| -- | ---------------- | ------------------ | ---------- | ----- | -------- | --------------------------------------- |
| 1. | 11 octobre 2011  | Bâle, Suisse       | Monténégro | 2-0   | Victoire | Éliminatoires Euro 2012                 |
| 2. | 26 mai 2012      | Bâle, Suisse       | Allemagne  | 5-3   | Victoire | Match amical                            |
| 3. | 6 septembre 2013 | Berne, Suisse      | Islande    | 4-4   | Nul      | Éliminatoires de la Coupe du monde 2014 |
| 4. | 6 septembre 2013 | Berne, Suisse      | Islande    | 4-4   | Nul      | Éliminatoires de la Coupe du monde 2014 |
| 5. | 3 juin 2014      | Lucerne, Suisse    | Pérou      | 2-0   | Victoire | Match amical                            |
| 6. | 13 novembre 2016 | Lucerne, Suisse    | Îles Féroé | 2-0   | Victoire | Éliminatoires de la Coupe du monde 2018 |
| 7. | 30 août 2017     | Saint-Gall, Suisse | Andorre    | 3-0   | Victoire | Éliminatoires de la Coupe du monde 2018 |
| 8. | 7 octobre 2017   | Bâle, Suisse       | Hongrie    | 5-2   | Victoire | Éliminatoires de la Coupe du monde 2018 |

## Palmarès
| Grasshopper Zurich - Championnat de Suisse (1) : - Champion : 2003. - Vice-champion : 2002. - Coupe de Suisse : - Finaliste : 2004. |  | Lazio - Coupe d'Italie (1) : - Vainqueur : 2009. - Supercoupe d'Italie (1) : - Vainqueur : 2009. |  | Juventus - Championnat d'Italie (7) : - Champion : 2012, 2013, 2014, 2015, 2016, 2017 et 2018. - Coupe d'Italie (4) : - Vainqueur : 2015, 2016, 2017 et 2018 - Finaliste : 2012. - Supercoupe d'Italie (3) : - Vainqueur : 2012, 2013 et 2015. - Finaliste : 2014. - Ligue des champions : - Finaliste : 2015, 2017 |  | Arsenal FC - Ligue Europa : - Finaliste : 2019 |